# Sucking in the Seventies
Sucking in the Seventies (с англ. — «Сосание в 70-х») — четвёртый официальный альбом-сборник группы the Rolling Stones, он был выпущен в 1981 году под лейблом Virgin Records. Как и его предшественник Made in the Shade, он охватывает материалы c альбомов: It’s Only Rock ’n’ Roll (1974), Black and Blue (1976), Some Girls (1978) и Emotional Rescue (1980)

## Содержание
Все треки на альбоме, за исключением песен «Shattered» и «Everything Is Turning to Gold», были дополнительно микшированы и отредактированы для включения в этот альбом. «When Whip Comes Down» содержит другую, неизданную «живую» версию песни, записанную в Детройте во время тура группы в 1978 году. «If I Was a Dancer (Dance Pt. 2)» является более длинным и разнообразным миксом и содержит другие тексты из «Dance (Pt. 1)», заглавного трека на Emotional Rescue (1980).
Единственный хит Rolling Stones того периода — «Miss You» не был включён в сборник.

## Выпуск и приём
Альбом был выпущен весной 1981 года, к тому времени работа над альбомам Tattoo You подходила к концу. Сборник Sucking in the Seventies достиг 15-й позиции в США; он мог получить статус золотого альбома, но потерпел неудачу в Великобритании.
Музыкальный критик Стивен Томас Эрлевайн из журнала AllMusic писал:
Удивительная вещь, альбом Sucking in the Seventies охватывает яркий декаданс и тоску группы лучше, чем соответствующие альбомы того периода. Не то, чтобы этот альбом был лучше, чем Some Girls, но он наверняка лучше Black and Blue и Emotional Rescue.

В 2005 году был выпущен ремастер альбома и переиздан Virgin Records.

## Список композиций
Все песни за исключением отмеченных были написаны Миком Джаггером и Китом Ричардсом.
| №  | Название                                  | Длительность |
| -- | ----------------------------------------- | ------------ |
| 1. | «Shattered»                               | 3:46         |
| 2. | «Everything Is Turning to Gold»           | 4:06         |
| 3. | «Hot Stuff»                               | 3:30         |
| 4. | «Time Waits for No One»                   | 4:25         |
| 5. | «Fool to Cry» (Джаггер/Ричардс/Ронни Вуд) | 4:07         |

| №   | Название                                                | Длительность |
| --- | ------------------------------------------------------- | ------------ |
| 6.  | «Mannish Boy»                                           | 4:38         |
| 7.  | «When the Whip Comes Down»                              | 4:35         |
| 8.  | «If I Was a Dancer (Dance Pt. 2)» (Джаггер/Ричардс/Вуд) | 5:50         |
| 9.  | «Crazy Mama»                                            | 4:06         |
| 10. | «Beast of Burden»                                       | 3:27         |

## Позиции в хит-парадах
Еженедельные чарты:
| Год  | Хит-парад                                  | Высшая позиция | Пребывание в чарте |
| ---- | ------------------------------------------ | -------------- | ------------------ |
| 1981 | Австрия (Ö3 Austria)                       | 20             | 2 недели           |
| 1981 | Нидерланды (Nationale Hitparade LP Top 50) | 35             | 1 неделя           |
| 1981 | Новая Зеландия (RMNZ)                      | 3              | 7 недель           |
| 1981 | Норвегия (VG-lista)                        | 34             | 4 недели           |
| 1981 | США (Billboard Top LPs & Tape)             | 15             | 12 недель          |
| 1981 | ФРГ (Offizielle Top 100)                   | 64             | 1 неделя           |

## Сертификации
| Регион                                                      | Сертификация | Продажи  |
| ----------------------------------------------------------- | ------------ | -------- |
| Новая Зеландия (RMNZ)                                       | Золотой      | 7500^    |
| США (RIAA)                                                  | Золотой      | 500 000^ |
| ^ Данные о тиражах приведены только на основе сертификации. |              |          |